# Begonia retinervia
Espèce
Begonia retinervia est une espèce de plantes de la famille des Begoniaceae.
Elle a été décrite en 2006 par Ding Fang (1920-), De Hai Qin et Ching I Peng.